# Vice-presidente da Argentina
O vice-presidente da Argentina, oficialmente conhecido como vice-presidente da Nação Argentina, é o segundo mais alto cargo político do país. Sua função principal é substituir o presidente em casos de ausência, renúncia ou morte. Na história argentina, houve também vice-presidentes de fato, impostos como resultados de golpe de estado, embora nem todos os governos encabeçados por presidentes de fato tivessem um vice-presidente presente.
Dentro da Constituição argentina, em sua segunda parte, o vice presidente aparece como funcionário do poder Executivo. No entanto, funciona como um elo entre os poderes Executivo e Legislativo, já que também é o presidente do Senado Nacional. A atual vice-presidente da Nação Argentina é Victoria Villarruel, empossada em 10 de dezembro de 2023.

## Visão geral histórica
Cinco vice-presidentes renunciaram ao cargo:
- Alejandro Gómez, devido a diferenças políticas irreconciliáveis com o presidente Arturo Frondizi, em 1958
- Vicente Solano Lima, entregou o cargo junto com o presidente Héctor Cámpora para a realização das primeiras Eleições livres desde 1952, da qual saiu vitorioso Juan Domingo Perón, em 1973.
- Víctor Martínez entregou o cargo junto com o presidente Raúl Alfonsín, para que o presidente eleito Carlos Menem assumisse mais cedo, em 1989.
- Eduardo Duhalde, entregou o cargo para poder assumir o cargo de governador da província de Buenos Aires, para o qual havia sido eleito, em 1991.
- Carlos Chacho Álvarez, devido a divergências políticas irreconciliáveis com o presidente Fernando de la Rúa, em 2000.

Três vice-presidentes morreram durante o mandato:
- Marcos Paz durante o exercício interino da Presidência em 1868.
- Pelagio Luna, em 1919.
- Hortensio Quijano em 1952.

Além disso, Sabá H. Sueyro, vice-presidente de fato do ditador Pedro Pablo Ramírez, morreu em 1943 enquanto estava no cargo. Houve também o caso de Francisco Beiró, eleito vice-presidente de Hipólito Yrigoyen, faleceu em julho de 1928, meses antes de tomar posse.
Devido ao falecimento de Hortensio Quijano antes de assumir o cargo para o qual havia sido reeleito em 1952, houve, em 1954,as primeiras e únicas eleições para vice-presidente, sendo eleito Alberto Teisaire. Até o momento, Quijano é o único vice-presidente reeleito da história do país, apesar de não ter conseguido assumir seu segundo mandato nem concluir o primeiro.
Os presidentes que obtiveram a reeleição consecutiva (exceto Perón em 1952), tiveram um companheiro de chapa diferente entre as eleições. Mauricio Macri é até o momento, o primeiro e único presidente a perder uma reeleição,além disso,Macri também concorreu com outro candidato a vice-presidente em sua segunda candidatura presidencial.
Na história argentina,houve quatro vice-presidentes mulheres:
- María Estela Martínez de Perón (1973-1974)
- Gabriela Michetti (2015-2019)
- Cristina Kirchner (2019-2023)
- Victoria Villarruel (desde 2023)

Os seguintes vice-presidentes também ocuparam em algum momento a Presidência:
- Juan Esteban Pedernera, vice-presidente de Santiago Derqui, assumiu o cargo devido a renúncia do titular, em 1861.
- Carlos Pellegrini, vice-presidente de Miguel Juárez Celman, assumiu o cargo devido a renúncia do titular, em 1890.
- José Evaristo Uriburu, vice-presidente de Luis Sáenz Peña, assumiu o cargo devido a renúncia do titular, em 1895.
- José Figueroa Alcorta, vice-presidente de Manuel Quintana, assumiu devido a morte do titular, em 1910.
- Victorino de la Plaza, vice-presidente de Roque Sáenz Peña, assumiu devido a morte do titular, em 1914.
- Ramón S. Castillo, vice-presidente de Roberto Ortiz, assumiu o cargo devido a renúncia do titular, em 1942.
- Juan Domingo Perón, vice-presidente de fato de Edelmiro Julián Farrell, entre 1944-1946, posteriormente foi eleito democraticamente em 1946.
- María Estela Martínez de Perón, vice -presidente e esposa de Juan Domingo Perón, assumiu o cargo após a morte do titular, em 1974.
- Eduardo Duhalde, vice-presidente de Carlos Menem,foi nomeado pela Assembleia Legislativa em 2002 como presidente interino,devido a renúncia do então presidente Fernando de la Rúa e pela falta de vice-presidente titular,devido a renúncia do vice-presidente Carlos Chacho Álvarez em 2000.
- Cristina Kirchner, atual vice-presidente do titular Alberto Fernández, foi eleita duas vezes presidente antes de ser eleita vice-presidente, é até o momento a única pessoa a ser eleita para os dois cargos, além de ser a primeira pessoa a exercer primeiramente a Presidência e posteriormente a Vice-Presidência

## Funções de trabalho
Entre as funções designadas ao vice-presidente estão as seguintes:
- Presidir o Senado da Nação Argentina, exceto quando estiver a cargo do Poder Executivo Nacional (quem preside o Senado pode votar em caso de empate, de acordo com o artigo 57 da Constituição Nacional).
- Presidir a Assembleia Legislativa em caso de sessão extraordinária, que requeira a participação conjunta das duas casas (Câmara e Senado), como a Abertura do Período Ordinário das Sessões Legislativas ou o Ato de Assunção do Presidente da Nação. Nesse último caso, quem passa a presidir a Assembleia é o vice-presidente cessante, que, uma vez empossado o novo vice-presidente, lhe transfere o comando da Assembleia.
- Substituir temporariamente o presidente em caso de viagens ou licenças. Um caso notável foi o do vice-presidente Marcos Paz, que substituiu o presidente Bartolomé Mitre interinamente por quase três anos, enquanto este último liderou as tropas argentinas  na linha de frente na Guerra da Tríplice Aliança. Paz morreu no exercício do poder Executivo, o que obrigou Mitre a retornar a Buenos Aires para reassumir a Presidência.
- Substituir definitivamente o presidente em caso de morte ou renúncia. Tais casos foram os dos vice-presidentes: Juan Esteban Pedernera em 1861, Carlos Pellegrini em 1890, José Evaristo Uriburu em 1895, José Figueroa Alcorta em 1906, Victorino de la Plaza em 1914, Ramón S. Castillo em 1942 e María Estela Martínez de Perón em 1974.

Em princípio, se o vice-presidente falecer ou renunciar ao cargo, ele não será substituido e, portanto, o cargo ficará vago. No entanto, em 1954, foram convocadas eleições para vice-presidente, devido a morte de Hortensio Quijano, em 1952, da qual foi eleito Alberto Teisaire.
Caso seja necessária a substituição do presidente em caso de ausência do vice-presidente, a Constituiçaõ estabelece em seu artigo 88 que caberá ao Congresso definir quem irá assumir o cargo. Para tanto, foi promulgada a Lei 20.972, estabelecendo a linha sucessória para o caso.
Por outro lado, apesar da ausência do vice-presidente não contemplar a eleição do seu sucessor no cargo, o Regimento interno do Senado Nacional estabelece que em sua ausência por qualquer um dos motivos já mencionados, o Órgão Legislativo elegerá um de seus membros, que assumirá sua liderança como Presidente Provisório do Senado. Nesse cargo, exercerá as principais funções de vice-presidente do país (substituição interina dos Presidentes da República,do Senado,e da Assembleia Legislativa,e também ser o tutor do voto de desempate), mantendo as atribuições de Senador (voz e voto). Por sua vez, na ausência do eventual titular do Poder Executivo, a conduta do Governo recairá sobre sua pessoa, mas ao contrário de um vice-presidente, será apenas de forma temporária. Após a restauraçao da democracia em 1983, a Vice-presidência vagou três vezes, e o presidente provisório do Senado teve que assumir as funções interinamente:
- Em 1991, antes da renúncia do vice-presidente Eduardo Duhalde, o então senador Eduardo Menem, empossado como presidente interino do Senado, assumiu o comando do Congresso e chegou a assumir o Executivo quando o então presidente Carlos Menem se ausentou do país.
- Em 2000, com a renúncia de Carlos Chacho Álvarez e as posteriores eleições de José Genoud e Mario Losada como presidentes provisórios.
- Em 2002, após a renúncia do então presidente Fernando de la Rúa e a consequente eleição de Eduardo Duhalde como seu sucessor através da Assembleia Legislativa, a Vice-presidência ficou vaga, deixando a Câmara Alta e a sucessão no poder Executivo a cargo de Juan Carlos Maqueda, eleito presidente provisório do Senado.